# Episodi di M*A*S*H (decima stagione)
La decima stagione della serie televisiva M*A*S*H è andata in onda negli Stati Uniti d'America dal 26 ottobre 1981 al 12 aprile 1982.
| nº | Titolo originale                             | Titolo italiano                     | Prima TV USA     | Prima TV Italia |
| -- | -------------------------------------------- | ----------------------------------- | ---------------- | --------------- |
| 1  | That's Show Biz                              | Così è il mondo dello spettacolo    | 26 ottobre 1981  |                 |
| 2  | Identity Crisis                              | Crisi d'identità                    | 2 novembre 1981  |                 |
| 3  | Rumor at the Top                             | Voci in alto loco                   | 9 novembre 1981  |                 |
| 4  | Give 'Em Hell, Hawkeye                       | Lettera al presidente               | 16 novembre 1981 |                 |
| 5  | Wheelers and Dealers                         | Demone del gioco                    | 23 novembre 1981 |                 |
| 6  | Communication Breakdown                      | Guasto nelle comunicazioni          | 30 novembre 1981 |                 |
| 7  | Snap Judgment                                | Inchiesta lampo                     | 7 dicembre 1981  |                 |
| 8  | Snappier Judgment                            | Processo ancora più lampo           | 14 dicembre 1981 |                 |
| 9  | 'Twas the Day After Christmas                | Era il giorno di Natale             | 28 dicembre 1981 |                 |
| 10 | Follies of the Living - Concerns of the Dead | Follia dei vivi saggezza dei morti  | 4 gennaio 1982   |                 |
| 11 | The Birthday Girls                           | Un compleanno favoloso              | 11 gennaio 1982  |                 |
| 12 | Blood and Guts                               | Gloria al whisky                    | 18 gennaio 1982  |                 |
| 13 | A Holy Mess                                  | La Santa Messa                      | 1º febbraio 1982 |                 |
| 14 | The Tooth Shall Set You Free                 | La lingua batte dove il dente duole | 8 febbraio 1982  |                 |
| 15 | Pressure Points                              | Cedimento momentaneo                | 15 febbraio 1982 |                 |
| 16 | Where There's a Will, There's a War          | Dove c'è volontà c'è guerra         | 22 febbraio 1982 |                 |
| 17 | Promotion Commotion                          | Febbre di promozione                | 1º marzo 1982    |                 |
| 18 | Heroes                                       | Il prezzo della gloria              | 15 marzo 1982    |                 |
| 19 | Sons and Bowlers                             | Figli e sfide                       | 22 marzo 1982    |                 |
| 20 | Picture This                                 | Privacy                             | 5 aprile 1982    |                 |
| 21 | That Darn Kid                                | Quel dannato capretto               | 12 aprile 1982   |                 |